# Bob Kelly (football)
Pour les articles homonymes, voir Bob Kelly.
Robert Kelly dit Bob Kelly, est un footballeur international et entraîneur anglais né le 16 novembre 1893 à Ashton-in-Makerfield et mort le 22 septembre 1969 à Fylde. Il évoluait au poste de milieu offensif.

## Biographie

### En club
Bob Kelly commence sa carrière dans des clubs locaux comme Ashton White Star, Ashton Central, Earlestown Rovers et St Helens Town. En 1913, il rejoint Burnley où il jouera pendant douze ans, accumulant 277 apparitions et marquant 88 buts.
En 1925, il devient le joueur le plus cher de l'histoire du football britannique lorsqu'il est transféré à Sunderland pour 6 550 £. Après deux ans à Sunderland, il rejoint Huddersfield Town, où il reste jusqu'en 1932. Il termine ensuite sa carrière de joueur avec des passages à Preston North End et Carlisle United,.

### En sélection
Bob Kelly compte 14 sélections avec l'équipe nationale anglaise, marquant 8 buts entre 1920 et 1928,.
Il dispute principalement des matchs de British Home Championship mais l'Angleterre ne remporte pas le trophée lorsque Kelly évolue sous ses couleurs.

### Entraîneur
Après avoir pris sa retraite de joueur, Bob Kelly commence une carrière d'entraîneur.
En 1935, il prend en charge l'équipe de Carlisle United en tant qu'entraîneur. Son passage à Carlisle est relativement court, s'étendant sur une seule saison.
De 1936 à 1938, Kelly dirige Stockport County. Il contribue à stabiliser l'équipe et à améliorer ses performances en championnat.
Après une pause durant la Seconde Guerre mondiale, il prend les rênes du Sporting CP au Portugal pour la saison 1946-1947. Sous sa direction, l'équipe est sacrée championne du Portugal.
Entre 1949 et 1951, il entraîne le FC St. Gallen en Suisse.
Kelly passe ensuite quatre ans aux Pays-Bas, où il entraîne le SC Heerenveen de 1951 à 1955 et le KFC (nl) en 1955.
Sa dernière expérience d'entraîneur a lieu au pays de Galles, où il dirige Barry Town de 1960 à 1961.

## Palmarès

### Joueur
Burnley
- Championnat d'Angleterre (1) :
  - Champion : 1920-1921.

### Entraîneur
Sporting Portugal
- Championnat du Portugal (1) :
  - Champion : 1946-1947.

- Championnat de Lisbonne (1) :
  - Champion : 1946-1947.